# Walt Kuhn
Walt Kuhn (ur. jako William Kuhn 27 października 1877 w Brooklynie, zm. 13 lipca 1949 w Nowym Jorku) – amerykański malarz, pedagog, doradca kolekcjonerów sztuki, organizator wystaw i promotor sztuki nowoczesnej.
Odgrywał kluczową rolę na nowojorskiej scenie artystycznej na początku XX wieku. Był członkiem wąskiej grupy, która w 1913 roku zorganizowała Międzynarodową Wystawę Sztuki Nowoczesnej znaną jako Armory Show. Po zamknięciu wystawy Kuhn poświęcił się karierze malarskiej. Był znany z surowych portretów przedstawiających ludzi, klaunów, akrobatów i cyrkowców, tworzył również pejzaże, martwe natury oraz rysunki ukazujące postacie ludzkie i sceny rodzajowe.

## Życiorys

### Wczesne lata: 1877–1912
Kuhn urodził się jako syn imigrantów: Francisa Kuhna (urodzonego w Bawarii) i Amalii Barbas, córki konsula Hiszpanii w Monachium. W 1877 roku został ochrzczony w rzymskokatolickim kościele Nawiedzenia Najświętszej Maryi Panny w Brooklynie otrzymując imię William. Od wczesnego dzieciństwa był nazywany Walter Francis; swoje pierwsze rysunki satyryczne w San Francisco sygnował jako W. F. Kuhn. Od 1900 roku zaczął używać skróconej formy swego imienia, Walt. Ojciec miał nadzieję, że syn wybierze karierę wojskową (West Point) lub prawniczą, ale Walt już w wieku 16 lat podjął decyzję o swej dalszej drodze życiowej; zajmował się przez pewien czas profesjonalną fotografią i sprzedażą nieruchomości. Po krótkiej działalności w charakterze właściciela sklepu rowerowego w Brooklynie (1897) wyjechał w 1899 roku do San Francisco, gdzie zarabiał na życie jako rysownik w miejscowych gazetach.

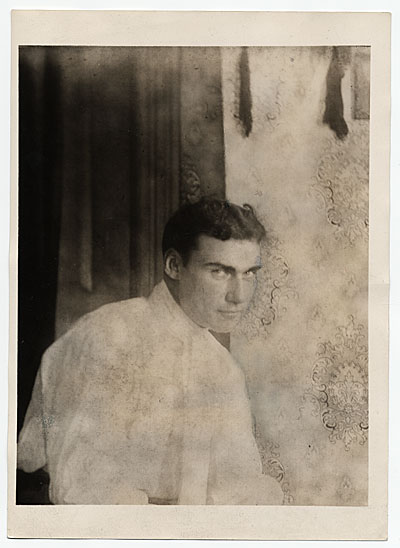
Walt Kuhn (fotografia, 1900)

Po dwóch latach życia w Kalifornii powrócił na wschód Stanów Zjednoczonych, a następnie wyjechał do Europy, aby zdobyć wykształcenie artystyczne. Krótko uczęszczał do studio Académie Colarossi w Paryżu, po czym przeniósł się do Monachium, gdzie wstąpił do klasy Heinricha von Zügla w Królewskiej Akademii Sztuk Pięknych. W 1904 roku powrócił do Nowego Jorku. Zaznaczył swą aktywność na miejscowej scenie artystycznej uczestnicząc w działalności Salmagundi Club i Kit Kat Club, wykładając w New York School of Art i pracując jako ilustrator dla wydawnictw Life, Judge, Puck i innych.
6 lutego 1909 roku Kuhn ożenił się z Verą Spier, Niemką z pochodzenia. Związek małżeński zawarli w kościele luterańskim św. Mateusza w Hoboken (New Jersey). Po ślubie zamieszkali w Fort Lee.
Wiosną 1910 roku Kuhn wziął udział w wystawie Artystów Niezależnych przy 35th Street, zorganizowanej przez Roberta Henriego; na wystawie spotkał Arthura Bowena Daviesa. W 1911 roku National Academy of Design otworzyła swoją doroczną wystawę. W tym samym czasie Kuhn oraz trzej inni artyści, sprzeciwiający się akademizmowi: Jerome Myers, Elmer Livingston MacRae i Henry Fitch Taylor, zaczęli spotykać się w Madison Gallery w Nowym Jorku, aby przedyskutować nowe koncepcje eksponowania sztuki w Stanach Zjednoczonych. Z grupy tej ostatecznie wyłoniło się Stowarzyszenie Malarzy i Rzeźbiarzy Amerykańskich (Association of American Painters and Sculptors, AAPS), złożone z młodych, nastawionych antyakademicko artystów. Sekretarzem ugrupowania został wybrany Kuhn, a prezesem Arthur Bowen Davies. We wrześniu 1912 roku, zgodnie z sugestiami Daviesa, Kuhn wyjechał do Kolonii, aby obejrzeć wystawę Sonderbund Internationale Kunst Austellung. Zapoznał się z wystawionymi tam pracami swoich europejskich rówieśników oraz ich współczesnych poprzedników, postimpresjonistów. Niezwłocznie zaczął wybierać i rezerwować prace na planowaną wystawę AAPS. Podróżował w tym celu po Niemczech, Holandii, Francji i Anglii, odwiedzając prywatnych kolekcjonerów, marszandów i artystów. W Paryżu dołączył do niego Davies i malarz Walter Pach. Kuhn i Davies w listopadzie odpłynęli do Nowego Jorku, pozostawiając dalszy bieg spraw organizacyjnych Pachowi.

### Armory Show: 1913
W roku 1913 AAPS postanowił zorganizować wystawę sztuki prezentującej amerykańskiej publiczności najnowsze osiągnięcia sztuki europejskiej. Wystawę Armory Show otwarto 17 lutego 1913 roku. W dniu inauguracji odwiedziło ją 4 000 osób. Na wystawie zaprezentowano 1 600 prac artystów europejskich i amerykańskich. Choć prace Europejczyków stanowiły tylko jedną trzecią wszystkich eksponatów, to one przyciągnęły największą uwagę zwiedzających i krytyków ze względu na swoją nowatorskość.
Wystawa Armory Show wykazała, że sztuka nowoczesna ma miejsce w gustach publiczności, że istnieje dla rynek oraz uzasadnione wsparcie krytyki. Podczas I wojny światowej Kuhn przebywał w Nowym Jorku działając w klubie artystów Kit Kat Club. W 1917 roku założył kolejną klub o nazwie Club Penguin, który miał podobne cele do klubu Kit Kat – organizował między innymi wystawy artystyczne, bale i letnie wycieczki. Członkowie klubu rekrutowali się spośród Amerykanów oraz artystów europejskich, których losy wojny rzuciły do Ameryki. W latach 1925–1926 Kuhn przebywał w Europie poświęcając czas uważnemu studiowaniu twórczości Starych Mistrzów i sztuki starożytnej.

### Okres dojrzały: 1914–1949
W lutym 1914 roku Kuhn miał wystawę swoich obrazów i rysunków w Montross Gallery. W latach 20. zajmował się wykonywaniem projektów dla teatrów. W tej i następnej dekadzie zaczął stopniowo zdobywać uznanie dla swojej twórczości sprzedając swoje prace prywatnym kolekcjonerom i marszandom, jak Edith Gregor Halpert, Merritt Cutler, Lillie P. Bliss, John Quinn czy Marie Norton Whitney. Promował również młodych malarzy, których prace przypadły mu do gustu: Otisa Oldfielda, Lily Emmet Cushing, Johna Laurenta, Frank di Gioia czy Patsy Santo.
Po 1925 roku doświadczył pierwszych kłopotów ze zdrowiem, omal nie tracąc życia w wyniku ataku wrzodu żołądka. Po długiej rekonwalescencji powrócił do zdrowia. Na przełomie 1927 i 1928 roku wykładał w Art Students League of New York.
W 1929 roku przeniósł się do studio przy 18th Street, które prowadził do końca życia. W studiu przechowywał kostiumy, wykonane w większości przez Verę Kuhn i swoich modeli, z których wielu występowało na scenie i w cyrku i miało mu pozować do portretów. W tym samym roku jego obraz Biały Klaun został pokazany w nowo otwartym nowojorskim Museum of Modern Art w Nowym Jorku, przynosząc mu rozgłos i zainteresowanie kupujących. Mniej więcej w tym czasie Kuhn zaczął otrzymywać wsparcie ze strony kolekcjonera Duncana Phillipsa i kuratora Whitney Museum of American Art, Juliana Force; obaj oni kupowali jego prace i wystawiali je. Nawiązał znajomość z Marie Norton Whitney, drugą żoną magnata kolejowego i dyplomaty Williama Averella Harrimana, wystawiał swoje prace w należącej do niej galerii Marie Harriman Gallery. Towarzyszył Harrimanom w ich podróży do Europy w 1931 roku, w trakcie której wspólnie odwiedzili liczące się kolekcje prywatne kupując wiele cennych pozycji dla kolekcji Harrimanów. Kolekcja ta, budowana pod wpływem poglądów Kuhna na sztukę, znalazła się ostatecznie w posiadaniu National Gallery of Art.
W 1939 roku zorganizował własną wystawę retrospektywną, na podstawie której napisał książkę poświęconą własnej twórczości, Fifty Paintings by Walt Kuhn. Z początkiem lat 40. pojawiły się kłopoty ze zdrowiem. Jego ekscentryczne zachowanie zaczęło przybierać coraz bardziej niestabilne formy. W 1948 roku objawy te stały się bardzo widoczne; w konsekwencji artysta musiał być poddany leczeniu. 28 listopada 1948 roku został umieszczony w Bellevue Hospital, a 3 grudnia przeniesiony do New York Hospital. Zmarł nagle 13 lipca 1949 roku w wyniku perforacji wrzodu.

## Twórczość
Kuhn był cenionym rysownikiem, grafikiem, projektantem i malarzem. Jego sztuka była wyjątkowa w tamtym czasie, różniąc się swym stylem od innych modnych trendów w sztuce amerykańskiej. Kuhn był głównie malarzem figuralnym, znanym szczególnie z obrazów przedstawiających cyrkowców i postacie ze świata rozrywki. Sporządził ponad 3000 studiów figuralnych. Jego portrety przedstawiające cyrkowców nawiązywały do postaci z commedia dell’arte, malowanych przez francuskich mistrzów wiek wcześniej. Kuhn ze swej strony starał się na własną rękę zgłębić temat tak dokładnie, jak to tylko możliwe. Kurator Efram Laurent Burk w katalogu poświęconym Kuhnowi zauważył, iż postacie cyrkowców przedstawiał on w sposób odmienny od tego, w jaki prezentowali się oni podczas swych występów przed publicznością. Zostali oni umieszczeni nie w swym normalnym, scenicznym otoczeniu, ale na tle w fioletowych, czerwonych i czarnych tonacjach. Wpatrując się w widza cyrkowcy z portretów namalowanych przez Kuhna nie rozbawiają wesoło publiczności, nawiązując raczej kontakt z widzem na bardziej symbolicznym i psychologicznym szczeblu. Ich pozy i wyrazy twarzy są godne i poważne. Chórzystki przypominają raczej istoty ze świata osobliwości niż rozrywki. Obciążone ozdobami noszonymi na głowach spoglądają z płótna w pełni świadome, że są oglądane. Wymalowane twarze klaunów są pozbawione uśmiechu. Głowy zmęczonych akrobatów opuszczone są w dół w chwili odpoczynku pomiędzy występami. Za twarzami portretowanych wykonawców kryją się zapadające w pamięć trudy życia.

## Wystawy (wybór)

### Wystawy za życia
- 1904 National Academy of Design, 79th Annual Exhibition, Nowy Jork,
- 1905 Society of American Artists, 27th Annual Exhibition, Nowy Jork,
- 1906 Society of American Artists, 28th Annual Exhibition, Nowy Jork,
- 1911 "First One-person Exhibition", Madison Gallery, Nowy Jork,
- 1913 Armory Show, Nowy Jork,
- 1920 "One-person Exhibition", M. De Zayas Gallery, Nowy Jork,
- 1922 "One-person Exhibition", Montross Gallery, Nowy Jork,
- 1924-25 "One-person Exhibition", Montross Gallery,
- 1926 Tri-National Art Exhibit, Londyn, Paryz, Nowy Jork,
- 1928-29 "One-person Exhibition", Downtown Gallery, Nowy Jork,
- 1929 "21st Biennial Exhibition", Corcoran Gallery of Art, Waszyngton,
- 1932 "Landscape Drawings by Walt Kuhn", Marie Harriman Gallery, Nowy Jork,
- 1932 Whitney Museum, Biennial Exhibit of Contemporary Art, Nowy Jork,
- 1932 Museum of Modern Art, Second Exhibition of American Painting and Sculpture, Nowy Jork,
- 1934 "One-person Exhibition", Marie Harriman Gallery, Nowy Jork,
- 1937 "One-person Exhibition", Marie Harriman Gallery, Nowy Jork,
- 1948 "One-person Exhibition", Carnegie Museum of Art, Pittsburgh[13].

### Wystawy pośmiertne
- 1960 "Retrospective Memorial Exhibition", Cincinnati Art Museum, Cincinnati,
- 1964 "Walt Kuhn: An Imaginary History of the West", Traveling exhibition: Amon Carter Museum of Western Art, Fort Worth, Springs Fine Arts Center, Colorado Springs,
- 1966 "Walt Kuhn, Painter of Vision-Retrospective Exhibition", University of Arizona, Tucson,
- 1967 "Walt Kuhn", Kennedy Galleries, Nowy Jork,
- 1968 "Walt Kuhn", Kennedy Galleries, Nowy Jork,
- 1978-79 "Walt Kuhn: A Classic Revival", Traveling exhibition: Amon Carter Museum of Western Art, Fort Worth, Joslyn Art Museum, Omaha, Wichita Art Museum, Wichita, Colorado Springs Fine Arts Center, Colorado Springs,
- 1980 "Walt Kuhn Still Life Paintings", Kennedy Galleries, Nowy Jork,
- 1987 "Walt Kuhn: Selected Works", Butler Institute of American Art, Youngstown,
- 1987 "Walt Kuhn: The Entertainers", Whitney Museum of American Art, Nowy Jork,
- 1988-91 "Walt Kuhn: An Imaginary History of the West", Traveling exhibition: Nevada State Museum & Historical Society, Las Vegas, Bergstrom-Mahler Museum, Neenah, Museum of the Southwest, Midland, Arnot Art Museum, Elmira, Hickory Museum of Art, Hickory,
- 1990 "Men of the Rebellion: The Eight and Their Associates at The Phillips Collection", Phillips Collection, Waszyngton,
- 1991 "Specially Selected American Masters 1759-1991", Kennedy Galleries, Nowy Jork,
- 1993 "Nature's Bounty: American Floral Paintings 1835-1935", Whitney,
- 1997 "Independent Visions: Landscapes by Avery, Bluemner, Burchfield, Kuhn, and Marin", DC Moore Gallery, Nowy Jork,
- 2005 "Eye Contact: Painting and Drawing in American Art", Michael Rosenfeld, Nowy Jork[13].

## Zbiory
Prace Kuhna znajdują się w czołowych amerykańskich muzeach, między innymi w: Addison Gallery of American Art, Art Institute of Chicago, Brooklyn Museum, Butler Institute of American Art, Carnegie Museum of Art, Cincinnati Art Museum, Cleveland Museum of Art, Corcoran Gallery of Art, Detroit Institute of Arts, Hirshhorn Museum and Sculpture Garden, Indianapolis Museum of Art, Los Angeles County Museum of Art, Metropolitan Museum of Art, Minneapolis Institute of Art, Museum of Fine Arts w Bostonie, Museum of Modern Art, National Gallery of Art, Nelson-Atkins Museum of Art, Pennsylvania Academy of the Fine Arts, Philadelphia Museum of Art, Phillips Collection, John and Mable Ringling Museum of Art, Saint Louis Art Museum, Whitney Museum of American Art i Yale University Art Gallery.